# Anthaxia emarginata
Anthaxia emarginata är en skalbaggsart som beskrevs av Barr 1971. Anthaxia emarginata ingår i släktet Anthaxia och familjen praktbaggar. Inga underarter finns listade i Catalogue of Life.